# Super Heroine Wonder Detective Mio
Super Heroine Wonder Detective Mio (グラビアヒロイン　不思議探偵MIO) es una película japonesa del 8 de diciembre del 2006, producida por Zen Picures. El género es tokusatsu, acción y aventuras, con artes marciales, protagonizada por Ai Nanase como super heroína Mio y dirigida por Naoki Otsuka.
El idioma es en japonés, pero también está disponible con subtítulos en inglés, en DVD o descargable por internet.

## Argumento
Mio es una estudiante de secundaria, que además es detective privado. Mio es requerida con un fuerte golpe por Ishioka infernal, para hacer algo sobre alguien que ha estado siguiéndole.
Una noche mientras dormía, su cuello es agarrado por una mano y una voz femenina la susurra que desista de la petición de Ishioka. Se trata del fantasma de Reiko. Reiko fue matada por Ishioka, y vuelve para atacarle y poseerle. Mio es atrapada y torturada por Ishioka que está poseído por Reiko.